# ゼネラル・エレクトリック YJ93

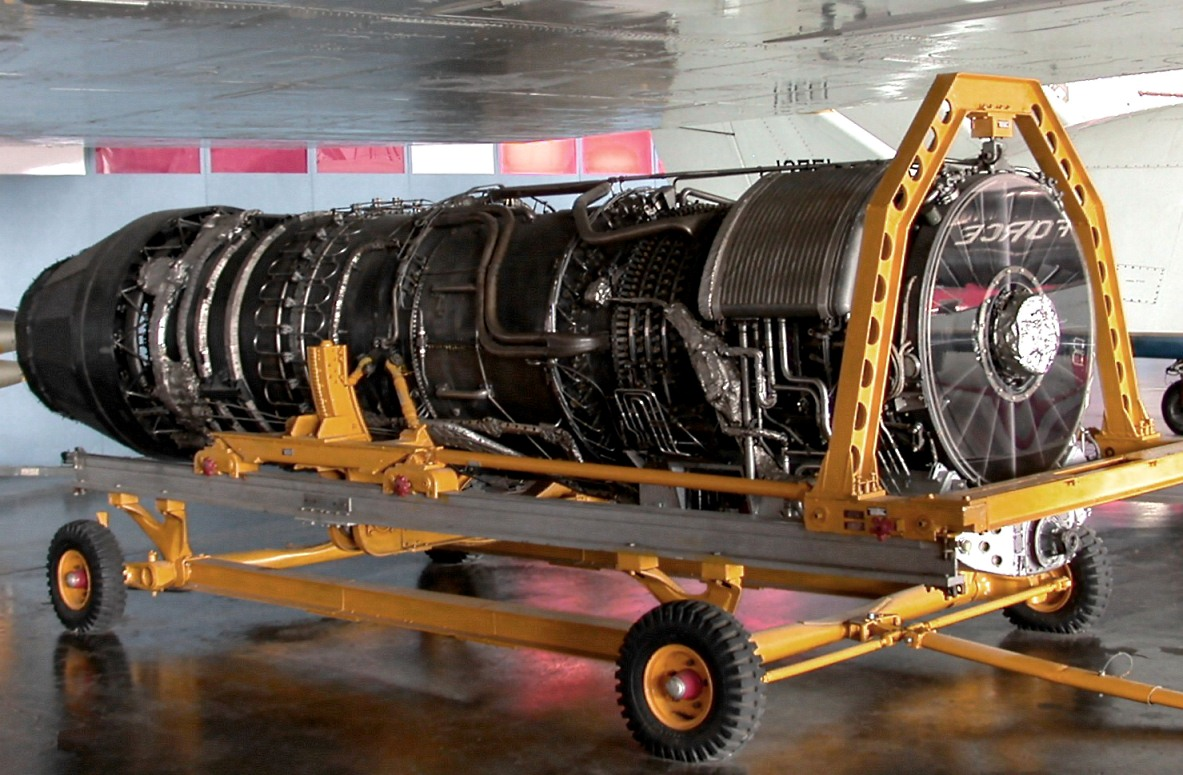
現存するY93
オハイオ州デイトン、ライト・パターソン空軍基地内の国立アメリカ空軍博物館の収蔵品
（2012年撮影）

ゼネラル エレクトリック YJ93はアメリカで開発されたターボジェットエンジンであり、ノースアメリカンXB-70 ヴァルキリー爆撃機とノースアメリカンXF-108 レイピア迎撃機の動力として設計されたエンジンである。

## 設計と開発
YJ93は単軸式の可変式静翼式軸流圧縮機と全可変式収束/発散式排気ノズルを備えたターボジェットエンジンであり、
エンジンは専用の高温JP-6燃料を使用する。海面高度における最大推力は28,800 lbf (128 kN)である。
YJ93は当初は“ゼネラル エレクトリック X275”としてJ79ターボジェットの拡大版として開発が開始された。このエンジンはマッハ3での巡航が要求された事によりX279に発展してYJ93になった。
本機を搭載するXB-70ヴァルキリーは6基のYJ93エンジンを備え、推力/重量比は5で高度70,000フィート (21,000 m)での目標速度は2,000 mph (3,200 km/h)（約マッハ3）だった。XF-108は2基のエンジンを搭載し、最大速度は同じく2,000 mph (3,200 km/h)を予定していた。
最終的にはXF-108迎撃機の開発は中止され、B-70計画は試作機を製作して試験飛行にこぎつけたものの、研究開発のみで終わったため、YJ93も実用配備はされぬままに終わった。

## 仕様諸元  (YJ93)

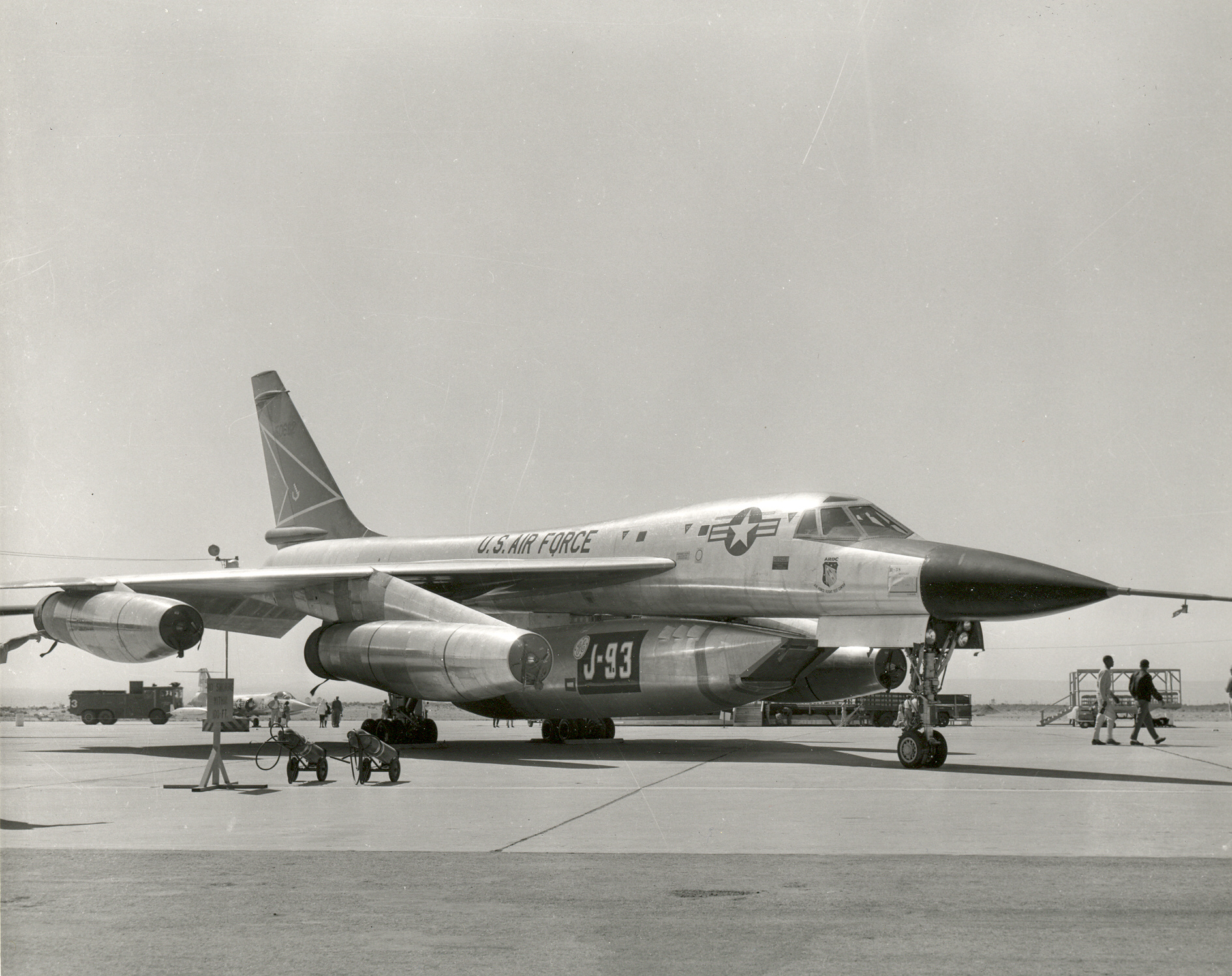
YJ93エンジンの空中稼働テストベッドとして胴体下にGE J93エンジンポッドを装備したNB-58A
1959年、エドワード空軍基地での撮影

一般的特性
- 形式: ターボジェット
- 全長: 6.2 m (237 in)
- 直径: 1.33 m (52.5 in)
- 乾燥重量: 3800lb

構成要素
- 圧縮機: 11段 軸流式
- タービン: 2段軸流式
- 使用燃料: 高温専用のJP-6 燃料

性能
- 推力: 19,000 lbf (85 kN)[1] アフターバーナー使用時(28,800 lbf (128 kN))[1]
- 空気流量: 275 lb/s (125 kg/s)[5]
- 燃料消費率: 0.700 lb/(lbf·h)或いは19.8 g/(kN·s)[5] (アフターバーナー使用時1.800 lb/(lbf·h)或いは 51.0 g/(kN·s))[5]
- 出力重量比: